# Тутикорин (округ)
Тутикорин (англ. Tuticorin) — округ в индийском штате Тамилнад. Образован 20 октября 1986 года из части территории округа Тирунелвели. Административный центр — город Тутикорин. Площадь округа — 4403 км². По данным всеиндийской переписи 2001 года население округа составляло 1 572 273 человека. Уровень грамотности взрослого населения составлял 81,5 %, что выше среднеиндийского уровня (59,5 %). Доля городского населения составляла 42,3 %. Южнее административного центра строится при помощи России атомная станция Куданкулам.

## Достопримечательности
- Веттуван Коил — старинный индуистский храм высеченный в цельной скальной породе